# Herman Bouwens
Hermanus Michiel „Herman” Bouwens (ur. 29 października 1868 w Velden, zm. 22 lipca 1955 w Rijswijk) – holenderski strzelec, olimpijczyk. Brat Antoniusa, również strzelca.
Uczestnik Letnich Igrzysk Olimpijskich 1920. Wystartował w przynajmniej 8 konkurencjach. Najwyższe miejsce osiągnął w drużynowym strzelaniu z karabinu dowolnego w trzech postawach z 300 m – zajął 8. pozycję, osiągając przedostatni wynik w zespole.

## Wyniki

### Igrzyska olimpijskie
| Igrzyska       | Konkurencja                                     | Wynik                             | Miejsce | Źródło |
| -------------- | ----------------------------------------------- | --------------------------------- | ------- | ------ |
| Antwerpia 1920 | Karabin dowolny, trzy postawy, 300 m            | 841 pkt.                          | ?       | [ 2 ]  |
| Antwerpia 1920 | Karabin dowolny, trzy postawy, 300 m, drużynowo | 4383 pkt. (druż.) 841 pkt. (ind.) | 8       | [ 1 ]  |
| Antwerpia 1920 | Karabin wojskowy leżąc, 300 m, drużynowo        | 269 pkt. (druż.)                  | 12      | [ 3 ]  |
| Antwerpia 1920 | Karabin wojskowy leżąc, 600 m, drużynowo        | 266 pkt. (druż.)                  | 9       | [ 4 ]  |
| Antwerpia 1920 | Karabin wojskowy leżąc, 300 i 600 m, drużynowo  | 495 pkt. (druż.)                  | 13      | [ 5 ]  |
| Antwerpia 1920 | Karabin wojskowy stojąc, 300 m, drużynowo       | 228 pkt. (druż.)                  | 10      | [ 6 ]  |
| Antwerpia 1920 | Pistolet dowolny, 50 m                          | 394 pkt.                          | ?       | [ 7 ]  |
| Antwerpia 1920 | Pistolet dowolny, 50 m, drużynowo               | 2123 pkt. (druż.) 394 pkt. (ind.) | 10      | [ 8 ]  |